# Tin Alkoum
Tin Alkoum (arabisch تين الكوم, DMG Tīn al-Kūm; weitere Schreibweise: Tin Elkoum) ist ein algerischer Grenzort zu Libyen in der Provinz Djanet.

## Lage
Die kleine aber verkehrstechnisch bedeutende Oase liegt in der Sahara etwa 73 km östlich der Provinzhauptstadt Djanet im weiten Nord – Süd gerichteten Tal des Oued Issayene zwischen dem westlich gelegenen Tassili-n’Ajjer-Gebirge und dem östlich in Libyen befindlichen Acacus-Gebirge.

## Infrastruktur
Die Oase besteht nur aus wenigen Häusern mit zugehörigen Palm- und Gemüsegärten, welche aufgrund der äußerst geringen Niederschläge mittels Brunnen künstlich bewässert werden. Dominiert wird der Ort und auch dessen Umgebung von zahlreichen militärischen Einrichtungen, die der Grenzsicherung zu Libyen dienen.

## Verkehr
Tin Alkoum liegt an der Nationalstraße 3, welche Djanet mit der nächstgelegenen libyschen Munizip-Hauptstadt Ghat verbindet. Der Streckenabschnitt zwischen Djanet und Tin Alkoum ist asphaltiert. Der Übertritt über die etwa 6 km nördlich gelegene Grenze zu Libyen ist allerdings seit Ausbruch des Bürgerkriegs in Libyen geschlossen.

## Frühgeschichte
Südwestlich des Ortes befinden sich am Talrand etwa 800 meist eng aneinander gereihte Rundgräber als Zeugen einer neolithischen Besiedlung.